# 刘延构
刘延构（?—?），辽朝（契丹）大臣，政治人物，曾经担任政事令。
刘延构或出自刘仁恭家族，在辽景宗时代担任大同军节度使。大同军节度使在今山西省大同市。当时，大同还称云州，还没有升为西京大同府。辽圣宗即位后刘延构为守太子太师兼政事令。统和三年（985年）七月廿四丁卯，辽圣宗任命刘延构为义成军节度使，平章事萧道宁为昭德军节度使，武定军节度使、守司空兼政事令郭袭为天平军节度使，赠尚父秦王韩匡嗣为尚书令。